# Antoni Salas i Teixidó
Antoni Salas i Teixidó (Tarragona, 28 de març de 1863 - Lleida, 1 de febrer de 1935) va ser un clergue catòlic català.
Va iniciar els seus estudis eclesiàstics al Seminari Conciliar de Tarragona, prosseguint-los fins ben avançada la carrera. Després es va traslladar al Seminari de Burgo de Osma, on la va concloure. Ja abans de rebre les ordres sagrades, va exercir una de les classes de llatí i humanitats al seminari.
Va ser ordenat prevere a Roma el 3 de juny de 1888 i es va consagrar als ministeris apostòlics. Durant la guerra de Melilla de 1893, va ser voluntari per assistir els ferits, i després a les inundacions de Consuegra i altres pobles afectats per tal d'ajudar les víctimes d'aquesta catàstrofe.
L'any 1899 va ser nomenat beneficiat de la catedral de Toledo. Allà va escriure en llatí un treball contra un escrit de l'Arquebisbe de Toledo Ciriaco Sancha i Hervás, titulat "Los consejos del Cardenal Sancha", on el cardenal exigia als catòlics reconèixer el règim de la Restauració. Salas, que simpatitzava amb el carlisme, va enviar una consulta a la Sagrada Congregació de Roma sobre aquest assumpte.
Una nota de premsa apareguda a El País contra els carlins va dir que Antoni Salas vivia sempre a Madrid i no sortia de les redaccions d'El Correo Español i El Fusil, tret de quan era al palau de "cert dignatari eclesiàstic".
Amic de Juan Vázquez de Mella, sovint va assistir a Madrid a les tertúlies que organitzava a casa seva amb altres carlins i polítics com Natalio Rivas Santiago.
Es traslladà el 1906 a la catedral de Lleida mitjançant permuta canònica.
Oposat al centralisme, el 1907 va donar suport al moviment de la Solidaritat Catalana. A la ciutat de Lleida va fundar l'any 1908 el setmanari carlí L'Almogàver, del qual fou propietari i director.
El 1917, després de la mort del doctor Ramón Garcés Aznar, va ser nomenat canonge de la catedral de Lleida. Va morir l'any 1935.